# Jardín botánico de Río Grande
El Jardín Botánico de Río Grande (en inglés Rio Grande Botanic Garden), es un jardín botánico de 8 hectáreas (20 acres) de extensión y 900 m² (10,000 pies cuadrados) de conservatorio ubicado junto al río Grande en Albuquerque, Nuevo México. 
Está administrado por la «New Mexico BioPark Society». 
Presenta trabajos para la «International Agenda for Botanic Gardens in Conservation».

## Localización
El jardín botánico se encuentra en el Parque Biológico de Albuquerque.
Jardín Botánico de Río Grande, Avenida Central, 2601 NO, Albuquerque, Bernalillo county, Nuevo México NM 87104 United States of America-Estados Unidos de América
Planos y vistas satelitales.35°5′35.88″N 106°40′52.68″O / 35.0933000, -106.6813000
Está abierto todos los días de la semana durante las horas de oficina a excepción del día de acción de gracias, Navidad y Año Nuevo; se cobra una entrada.

## Historia
El invernadero se terminó en el año 1998, y estaba funcionando en el 2000.

## Colecciones
Los jardines al aire libre enfatizan en plantas de los desiertos, otras colecciones incluyen:
- El gran Invernadero, con una sofisticada tecnología por la cual los cristales filtran el calor produciendo rayos UV[1] lo que permite que las plantas florezcan a lo largo de todo el año. Con forma de dos medias pirámides solapadas, contiene plantas nativas y exóticas, dentro de dos ambientes diferenciados, uno que corresponde a plantas xéricas del desierto y otro el de plantas aromáticas de la cuenca del Mediterráneo

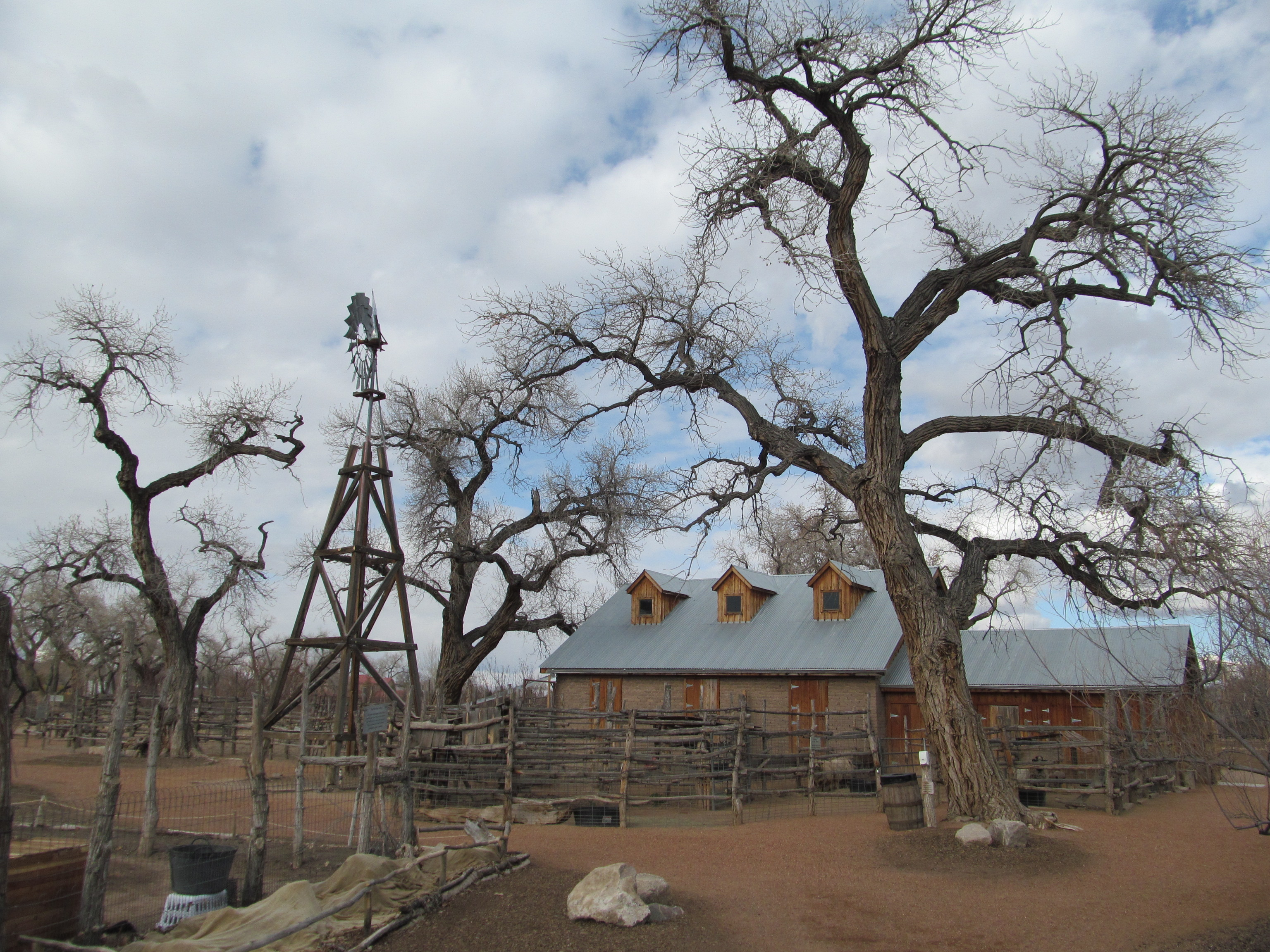
Granero de la Granja de la Herencia.

- Invernadero estacional de las mariposas, (se encuentra cerrado desde octubre hasta mayo)
- La granja herencia cultural de Río Grande, donde se reconstruye una granja de principios del siglo XIX, que alberga animales de granja vivos.
- Jardín japonés Sasebo,

Un trío de jardines delimitados, en los que se encuentran homenajeadas fuentes del Viejo Mundo: 
- Un jardín con un modelo de ferrocarril
- Jardín de hierbas y rosaleda.
- Jardín de fantasía para niños, donde se les introduce en el mundo de la jardinería y la horticultura. Un dragón de 14 pies de altura (4,3 m) se sitúa en la entrada del Jardín de la fantasía que ofrece a los visitantes la perspectiva del ojo de un ácaro en el jardín. Insectos gigantes, herramientas de jardinería, y una enorme torre de verduras imaginarias sobre los visitantes de este jardín. Un paseo a través de una "calabaza" de 42 pies (13 m) de diámetro y dos pisos de altura es la pieza central de este jardín.

En los especímenes vegetales se incluyen la mayor colección de cottonwood del mundo, y además; Achillea filipendulina, Abelia grandiflora, Acanthus mollis, Anigozanthos flavidus, Althaea rosea, Anacyclus depressus, Aquilegia chrysantha, Asclepias speciosa, Berlandiera lyrata, Bougainvillea glabra, Buddleia davidii, Buddleia marrubifolia, Calliandra california, Callirhoe involucrate, Callistemon citrinus, Calylophus hartwegii, Calylophus serrulatus, Campsis radicans, Carissa grandiflora, Carpenteria californica, Caryopteris clandonensis, Centranthus ruber, Cerastium tomentosum, Chilopsis linearis, ×Chitalpa tashkentensis, Chrysactinia mexicana, Chrysanthemum leucanthemum, Cistus ladanifer, Cistus salviifolius, Cistus × purpureus, Clematis sp., Cleome serrulata, Coreopsis grandiflora, Dasiphora floribunda, Datura wrightii, Dietes grandiflora, Dipsacus fullonum, Echium fastuosum, Fouquieria splendens, Gaillardia grandiflora, Galvezia speciosa, Gaura lindheimeri, Geranium sp., Glandularia gooddingii, Gossypium harknessii, Hemerocallis sp., Hesperaloe parviflora, Heterocentron elegans, Hymenoxys acaulis, Hypericum calycinum, Ipomoea fistulosa, Jasminum odoratissimum, Justicia californica, Kniphofia uvaria, Lavandula 'Munstead', Leonotis leonurus, Leucophyllum candidum 'Thunder cloud', Leucophyllum langmaniae 'Rio Bravo', Lobelia laxiflora, Lonicera japonica 'Halliana', Lonicera sempervirens, Melaleuca elliptica, Nandina domestica, Nepeta × faassenii, Nerium oleander, Oenothera missouriensis, Oenothera speciosa, Penstemon barbatus, Penstemon pinifolius, Penstemon pseudospectabilis, Philadelphus sp., Phlomis cashmeriana, Phlomis fruticosa, Phlomis russeliana, Phygelius capensis, Plumbago auriculata, Plumbago scandens, Punica granatum, Ratibida columnifera, Rosa sp., Salvia greggii, Salvia repens, Sambucus mexicana, Sapindus drummondii, Spiraea bumalda 'Anthony Waterer' & 'Goldflame', Stachys lanata, Tecoma 'Orange Jubilee', Tulbaghia fragrans, y Yucca linearifolia.

## Eventos Anuales
Winter Wool Festival- (Festival de Invierno de la Lana) Un evento que se celebra en la Granja del Patrimonio para celebrar las conexiones entre plantas, animales y personas. Se pueden ver los artesanos en el trabajo, aprender sobre tintes naturales a base de plantas y seguir el proceso que se utiliza para convertir lana de oveja churra-Navajo en suéteres y mantas
Earth Day- (Día de la Tierra) Uno de los mayores eventos en el jardín botánico, el "Día de la Tierra" es un día en el que los visitantes pueden aprender más sobre nuestro planeta y lo que pueden hacer para proteger a los animales y plantas que habitan la Tierra. Exposiciones de descubrimiento y actividades prácticas se configuran en torno a motivos para introducir a los visitantes a las maravillas de la naturaleza.
Children's Seed Festival- (Festival Infantil de las Semillas) Patrocinado por el Club Rotario de Albuquerque. Celebra las conexiones entre las semillas, las plantas y los seres humanos con algunas personas "semilla felices" durante este evento anual en el "Jardín Infantil de la fantasía".
National Public Gardens Day- (Día de los Jardines Públicos Nacionales) Los visitantes pueden aprender más acerca de la jardinería, el medio ambiente, y cómo cultivar las plantas y usar el agua con prudencia. El personal de jardín está disponible para ofrecer consejos sobre jardinería doméstica y diseño del paisaje.
Summer Night's Concert- (Conciertos de las Noches de Verano) Estos conciertos cuentan con una gran variedad de estilos musicales realizada por el talento local y regional en el jueves por la noche en el hermoso escenario del Jardín botánico de Río Grande.